# Heteropelma ocypeta
Heteropelma ocypeta är en stekelart som beskrevs av Ian D. Gauld 1976. Heteropelma ocypeta ingår i släktet Heteropelma och familjen brokparasitsteklar. Inga underarter finns listade i Catalogue of Life.